# Caloplaca durietzii
Caloplaca durietzii är en lavart som beskrevs av Hugo Magnusson. Caloplaca durietzii ingår i släktet orangelavar och familjen Teloschistaceae.   Inga underarter finns listade i Catalogue of Life.